# Steve Garbade
Steve Garbade (* 1979 en Baton Rouge, Luisiana ) es un compositor estadounidense, violonchelista y diseñador de sonido en Los Ángeles. Como compositor de música para películas, ganó el Emmy por su banda sonora para Daisy Belle en 2017.

## Biografía
Garbade estudió composición y música de cine en el Berklee College of Music de Boston, donde también tocó el violonchelo en su cuarteto de cuerda. Compuso la música para múltiples películas  de William Wall, como The Immortal Edward Lumley o Zero. Garbade ha recibido múltiples premios de cine de San Diego. Recibió el Premio Emmy por composición y arreglo de su música para la película Daisy Belle 2017. Sus obras para el teatro incluyen producciones del Long Beach Playhouse, del Atwater Playhouse de Los Ángeles y del Pacific Residents Theater en Venice, California.

## Filmografía (selección)
- 2015: The Perfect Host
- 2015: The Saddle
- 2015: Ghostline
- 2015: The Appointment
- 2015: The Adventures of Ranger Rocket and Daisy Danger
- 2016: Fetcher and Jenks
- 2016: Aberrant
- 2017: The Writing
- 2017: Love All You Have Left
- 2018: 92115
- 2018: Daisy Bell
- 2018: Trickster
- 2019: Cupcake
- 2019: Waylay
- 2019: Blood or Money
- 2019: The Flourish
- 2020: How We Met

### Series
- 2014: Rolling High (6 Episodios)
- 2014: A Gallon of Gas
- 2014: Ruthless
- 2014: Angel in Paradise
- 2015: The Transmitter

## Composiciones para el teatro
- TRAVELING PRODUCTIONS- Shakespeare by the Sea:
- (2010) The Twelfth Night:
- (2011) Much Ado About Nothing
- (2012) Two Gentleman from Verona
- (2013) All’s Well That Ends Well
- (2014) A Midsummer Night’s Dream
- (2015) As You Like It

## Premios
- 2014: San Diego Film Awards, EE. UU., Nominado a mejor música por Zero (2014)
- 2015: San Diego Film Awards, EE. UU., Premio especial de composición para la película The Immortal Edward Lumley
- 2015: San Diego Film Awards, EE. UU., Nominado a mejor música por The Saddle (2015)
- 2017: Pacific Southwest Emmy Awards, composición / arreglo por Daisy Belle
- 2018: National Academy of Television Arts & Sciences – Pacific Southwest Chapter, composición / arreglo Musical para Daisy Belle
- 2018: San Diego Film Awards, EE. UU., Mejor banda sonora: cortometraje, Daisy Belle